# Lancelot von Naso
Lancelot von Naso (* 12. März 1976 in Heidelberg) ist ein deutscher Filmregisseur und Drehbuchautor.

## Biografie
Lancelot von Naso studierte Politische Wissenschaften, Romanistik (Französisch) und Rechtswissenschaft an der Ruprecht-Karls-Universität Heidelberg. Er spielte Schach für den SV Tübingen 1870 und den MSA Zugzwang 82 mit Einsätzen in der 1. und 2. Bundesliga. Während des Studiums entdeckte er sein Interesse für Kino und Film, absolvierte mehrere Praktika bei verschiedenen Filmproduktionsfirmen und war unter anderem als Locationmanager für den deutschen Medizin-Thriller Anatomie tätig.
1999 nahm er das Studium in der Spielfilmabteilung der Hochschule für Fernsehen und Film in München (HFF) auf. Seit 2001 lehrt er im Medienforum Heidelberg und an der Hochschule für Mediadesign München und Berlin im Bereich Schnitt und Regie.
Nach mehreren preisgekrönten Kurzfilmen, u. a. Die Überraschung, Fenstersturz und The Tourist sowie einigen Werbespots widmete er sich der Realisierung seines ersten Spielfilms Waffenstillstand. Der 2009 beim 33. Festival des Films du Monde in Montréal zum ersten Mal aufgeführte Film erhielt mehrere Auszeichnungen, darunter den Prix Europa 2010 als bester Fernsehfilm.
Von 2010 bis 2015 verfilmte von Naso mit Matthias Koeberlin die Kommissar-Marthaler-Krimireihe von Jan Seghers am Schauplatz Frankfurt am Main. Der erste Film der Reihe Die Braut im Schnee kam Anfang 2012 ins Fernsehen. Anfang 2014 wurde eine Fortsetzung mit dem Titel Kommissar Marthaler – Partitur des Todes ausgestrahlt. Von April 2014 bis Juli 2014 wurden die Teile Kommissar Marthaler – Ein allzu schönes Mädchen und Kommissar Marthaler – Engel des Todes produziert. 2015 wurde die Ablösung als Regisseur für den folgenden Film Kommissar Marthaler – Die Sterntaler Verschwörung bekannt, dennoch schrieb er mit dem Co-Autor Kai-Uwe Hasenheit das Drehbuch. Regie führte diesmal Züli Aladağ.
2011 drehte von Naso Mein Mann, ein Mörder mit Veronica Ferres.
2016 verfilmte er für den SWR am Wolfgangsee, in Salzburg, Frankfurt am Main und im Dahner Felsenland eine neue Version des Romans Das doppelte Lottchen von Erich Kästner. Der Film wurde an Ostern 2017 ausgestrahlt und kam 2018 ins Kino.
Von Naso ist verheiratet und hat zwei Kinder.

## Filmografie (Auswahl)
- 2001: Der Fenstersturz (Kurzfilm)
- 2002: Der letzte Schnitt (Kurzfilm)
- 2003: Liberation Day (Kurzfilm; Co-Regie)
- 2003: Celebration of a Flight (Dokumentarfilm; Co-Regie)
- 2004: Die Überraschung (Kurzfilm)
- 2004: Stopover Toucari (Kurzfilm)
- 2005: The Tourist (Kurzfilm)
- 2007: Tohuwabohu (Kurzfilm; Schnitt)
- 2009: Waffenstillstand (Buch, Schnitt und Regie)
- 2012: Die Braut im Schnee (Buch und Regie)
- 2013: Mein Mann, ein Mörder (Buch und Regie)
- 2014: Kommissar Marthaler – Partitur des Todes (Buch und Regie)
- 2015: Kommissar Marthaler – Ein allzu schönes Mädchen (Buch und Regie)
- 2015: Kommissar Marthaler – Engel des Todes (Buch und Regie)
- 2017: Kommissar Marthaler – Die Sterntaler-Verschwörung (Drehbuch)
- 2017: Das doppelte Lottchen (Regie)
- 2018: Jung, blond, tot – Julia Durant ermittelt (Drehbuch)
- 2019: Eine Hochzeit platzt selten allein (Regie)
- 2021: Blackout (Regie, Drehbuch)
- 2021: Das Quartett: Die Tote vom Balkon
- 2023: Tatort: Game Over (Regie)
- 2025: Tatort: Charlie (Regie)

## Auszeichnungen (Auswahl)
- 2000: Erster Preis beim Shorts International Film Festival, New York für Fenstersturz
- 2005: Publikumspreise für Die Überraschung u. a. in: Mailand, East Lansing Film Festival, Morbegno, Würzburg, Straßburg, Emden, Rüsselsheim, Exground Festival in Wiesbaden
- 2005/06: u. a. Murnau-Kurzfilmpreis, „Best Narrative Short Film“ Chicago, „Best Director“ in beim Palm Springs International ShortFest für Die Überraschung
- 2009: Interfilm-Preis beim Festival des Films du Monde in Montréal für Waffenstillstand
- 2009: Publikumspreis beim Zurich Film Festival für Waffenstillstand
- 2010: Prix Europa für Waffenstillstand